# Алиев, Сейфаддин Вели оглы
 Сейфаддин Вели оглы Алиев  (азерб. Seyfəddin Vəli oğlu Əliyev) — учёный-зоолог, доктор биологических наук, действительный член НАНА.

## Биография
Сейфаддин Алиев родился 30 мая 1930 года в селе Алишар Шарурского района Нахичеванской АССР Азербайджанской ССР.
В 1947 году окончил Нахичеванский медицинский техникум. В 1951 году окончил химико-биологический факультет Азербайджанского государственного педагогического института. С 1952 года работает в Институте зоологии НАНА.
В 2001 году был избран членом-корреспондентом, а в 2007 году действительным членом АН Азербайджана.
Работает руководителем лаборатории и отдела энтомологии Института зоологии НАНА.

## Научная деятельность
Одним из направлений научной деятельности С. Алиева является изучение совок в Закавказье. Им было выявлено 716 видов и 84 формы совок. Из них 390 видов являются новыми для фауны Азербайджана, 145 для Закавказья, 67 для СССР. 61 вид был впервые зарегистрирован как вредители сельскохозяйственных культур. Было изучено распространение совок по биотопам, эколого-зоогеографическим группам, их формирование и биоэкологические особенности. Учёным составлены карты распространения вредителей хлопчатника, разработан критерий численности энтомофагов в борьбе с хлопковой совкой.
С. Алиев — автор 168 опубликованных научных работ.
С. Алиев является одним из авторов X тома Азербайджанской энциклопедии, учебника «Зоологии» для средних школ, II тома «Животный мир Азербайджана», редактор 5 монографий и 5 учебных пособий, а также редактор и переводчик книги для ВУЗов «Зоология беспозвоночных».
Под его руководством подготовлено 6 кандидатов, 1 доктор наук.

### Некоторые научные работы
- Алиев С. В. Вредные совки Азербайджана (азерб.). — Баку: Издательство АН Азербайджана, 1964. — 77 с.
- Алиев С. В. Совки, вредящие плодорганам хлопка. — Баку: Издательство «Элм», 1981. — 60 с.
- Алиев С. В. Совки (Lepidoptera, Noctuidae) Азербайджана. — Баку: Издательство «Элм», 1984. — 227 с.
- Алиев С. В. О формировании фаунистических комплексов совок в Закавказье. — Баку: Издательство АН Азербайджана, 1994. — 67 с.
- Алиев С. В. Враги врагов или наши друзья (азерб.). — Издательство «Красный Восток», 1995. — 127 с.